# Himerarctia laeta
Himerarctia laeta là một loài bướm đêm thuộc phân họ Arctiinae, họ Erebidae.